# Gotri
Gotri (en népalais : गोत्री) est un comité de développement villageois du Népal situé dans le district de Bajura. Au recensement de 2011, il comptait 6 030 habitants.